# Péter Ágoston
Péter Ágoston (n. 29 iunie 1617, Leliceni, Harghita, România – d. 23 aprilie 1689, Trnava, Trnavský kraj, Slovacia) a fost un scriitor, autor de cărți bisericești, traducător, călugăr iezuit maghiar.